# Науфрага
Науфра́га (лат. Naufrāga) — монотипный род растений семейства Зонтичные. Единственный вид — Науфрага балеа́рская.

## Ботаническое описание
Науфрага — дернистый многолетник высотой 2,5—4 см.
Листья собраны в розетки, длинночерешковые, состоят из трёх — пяти листочков 1,5—5 мм длиной. Стеблевые листья трёхлисточковые, с белыми прилистниками, собраны по два — четыре.
Соцветия зонтичные, состоят из одного — восьми мелких белых цветков.

## Распространение и экология
Эндемик острова Майорки. Растет на сырых морских постоянно затененных обрывах.

## Таксономия
Род Науфрага входит в семейство Зонтичные (Apiaceae) порядка Зонтичноцветные (Apiales).
|  |                                      |  |                                                             |                                                             |                     |  | ещё 8 семейств (согласно Системе APG II) |                     |                     |                         |
|  |                                      |  |                                                             |                                                             |                     |  |                                          |                     |                     | вид Науфрага балеарская |
|  |                                      |  |                                                             | порядок Зонтичноцветные                                     |                     |  |                                          |                     | род Науфрага        |                         |
|  |                                      |  |                                                             | порядок Зонтичноцветные                                     |                     |  |                                          |                     | род Науфрага        |                         |
|  | отдел Цветковые, или Покрытосеменные |  |                                                             |                                                             | семейство Зонтичные |  |                                          |                     |                     |                         |
|  | отдел Цветковые, или Покрытосеменные |  |                                                             |                                                             |                     |  |                                          |                     |                     |                         |
|  |                                      |  | ещё 44 порядка цветковых растений (согласно Системе APG II) | ещё 44 порядка цветковых растений (согласно Системе APG II) |                     |  |                                          | ещё более 300 родов | ещё более 300 родов |                         |
|  |                                      |  |                                                             | ещё 44 порядка цветковых растений (согласно Системе APG II) |                     |  |                                          |                     | ещё более 300 родов |                         |